# Millilobbal (Jokkmokks socken, Lappland, 737544-171041)
Millilobbal är en sjö i Jokkmokks kommun i Lappland och ingår i Luleälvens huvudavrinningsområde.